# Therese Borssén
Therese Kristina Borssén, švedska alpska smučarka, * 12. december 1984, Rättvik.
Nastopila je na olimpijskih igrah 2006 in 2010, kjer je dosegla osmo in 21. mesto v slalomu. V štirih nastopih na svetovnih prvenstvih je najboljšo uvrstitev dosegla leta 2005 s petim mestom v isti disciplini, leta 2007 pa je bila sedma. V svetovnem pokalu je tekmovala deset sezon med letoma 2003 in 2013 ter dosegla eno zmago in še pet uvrstitev na stopničke, vse v slalomu. V skupnem seštevku svetovnega pokala je bila najvišje na osemnajstem mestu leta 2007, ko je bila tudi četrta v slalomskem seštevku.